# Thomen Stauch
Thomen "the Omen" Stauch (né le 11 mars 1970), batteur du groupe de metal allemand Blind Guardian jusqu'en 2005, est un des quatre fondateurs du jeune groupe Savage Circus.

## Blind Guardian
Il était censé devenir couvreur comme son père, mais en 1984, il a appris la guitare avec son modèle André Olbrich (future guitariste du groupe Blind Guardian) sans y montrer de réel talent. Un jour, il s'est assis derrière une batterie, a donné un véritable show si bien qu'on lui a conseillé d'abandonner la guitare et de devenir batteur.
Après peu de temps il devint batteur de Lucifer's Heritage, prédécesseur de Blind Guardian.
Son jeu de batterie dominant a fortement influencé la sonorité de Blind Guardian.

## Savage Circus
En mars 2005, il quitte le groupe à cause des "différences musicales" souvent évoquées, quoiqu'il soutienne tout ce qu'il a fait avec Blind Guardian (Thomen dans une interview dans l'EMP (magazine)). Les deux bords affirment qu'ils se sont séparés amis.
Avec Piet Sielck (Iron Savior), Jens Carlsson (Persuader) & Emil Norberg (aussi Persuader), il fonde un nouveau groupe nommé Savage Circus dont les sonorités ressemblent à celles chéries par Thomen dans les albums Somewhere far beyond (1992) & Imaginations from the other side (1995) de Blind Guardian.
Le 20 août 2007, le groupe annonce qu'il se sépare de Thomen, ceci dû à des annulations répétitives de concerts à cause de lui.